# 에치고타키야역
에치고타키야역(일본어: 越後滝谷駅, えちごたきやえき)은 일본 니가타현 나가오카시에 있는, 동일본 여객철도의 철도역이다. 조에쓰선이 지나간다.

## 역 구조
쌍단식 2면 2선 구조의 지상역이다. 양쪽 승강장은 과선교로 이어져 있다. 나가오카역이 관리하는 무인역으로, 간이자동발권기와 화장실이 갖추어져 있다.

### 승강장
| 1 | ■ 조에쓰선 | 고이데 · 무이카마치 · 에치고유자와 · 다카사키 방면 |
| 2 | ■ 조에쓰선 | 나가오카 · 니가타 방면                             |

## 역세권 정보
- 국도 제17호선

## 역사
- 1920년 11월 1일 - 일본국유철도 조에쓰호쿠 선의 역으로 개업하였다. 당시 역이름은 "무이카이치"였다.
- 1925년 10월 1일 - "에치고타키야"로 이름이 바뀌었다.
- 1931년 9월 1일 - 조에쓰선이 미나카미역까지 연장되었다.
- 1987년 4월 1일 - 민영화에 따라 동일본 여객철도의 소속이 되었다.

## 인접역
| 동일본 여객철도 조에쓰선 | 동일본 여객철도 조에쓰선 | 동일본 여객철도 조에쓰선      |
| ------------------------ | ------------------------ | ----------------------------- |
| 오지야 다카사키 방면     | ■ 보통                   | 미야우치 나가오카·니가타 방면 |